# Baba Sali
Rabi Jisra'el Abuchacira (hebrejsky ישראל אבוחצירא‎), známý jako Baba Sali (arabsky بابا سالي‎, v transkripci do hebrejského písma באבא סאלי‎, doslova „Modlící se otec“) (26. září 1889 Tafilalt, Maroko – 8. ledna 1984 Netivot, Izrael) byl přední marocký sefardský rabín a kabalista, proslulý zejména kvůli své údajné schopnosti způsobovat svými modlitbami zázraky. Jeho hrob v Netivot v Izraeli se stal poutním místem, ke kterému přicházejí věřící s modlitbami a prosbami.

## Původ
Pocházel z vážené rodiny sefardských rabínů, učenců and cadiků, označovaných také jako ba'alej mofet („vykonavatelé zázraků“). Byl vnukem rabi Ja'akova Abu Chaciry. Patriarchou rodu byl rabi Šmu'el Abuchacira, který pocházel ze země Izrael. Rabi Šmu'el žil poté nějaký čas v Damašku, kde studoval Tóru společně s rabi Chajimem Vitalem. Chida označuje ve svém spise Šem ha-gedolim rabi Šmu'ela Abuchaciru jako „iš Elokim kadoš“ (svatého Božího muže). Uvádí, že „…moudří lidé hovoří o jeho moci a divech, kterými uchránil židovskou pospolitost v mnohých obtížích.“
Rabi Šmu'el Abuchacira se se svou rodinou nakonec odstěhoval do marockého Tafilaltu, kde jeho syn Mas'ud (židovským jménem Moše) zaujal post městského rabína. Tuto pozici po něm převzal jeho syn rabi Mas'uda, Ja'akov Abuchacira, známý jako Avir Ja'akov. Jeho nejstarší syn, Mas'ud, se v tomtéž městě stal předsedou rabínského soudu a zde se mu také narodil syn Jisra'el, pozdější Baba Sali.

## Mládí
Jisra'el Abuchacira se narodil na Roš ha-šana roku 5650 (1889). Vyrůstal v prostředí prostoupeném studiem Tóry a životem ve svatosti. Jeho rodina žila na velké usedlosti, na níž byla zřízena i ješiva, v níž mladí studenti studovali ve dne i v noci. Ve stejných prostorách se nacházel i rabínský soud jeho otce. Jeho starší bratr, rabi David, studoval sám v podkroví. Rabi Mas'ud cestoval málo a když už cestoval, přikrýval si oči kápí, aby neviděl nic nepatřičného.
Jisra'el Abuchacira studoval usilovně ve dne i v noci. Když mu bylo dvanáct let, začal se postit během šestitýdenního období Šovavim. Před rodiči to ovšem tajil, protože předpokládal, že by mu nedovolili pokračovat. Jeho bratr David si však všiml jeho bledosti a slabosti. Naléhal na něj, aby přestal, ale Jisra'el pokračoval v půstu.
Po svém bar micva nastoupil do rodinné ješivy, kde denní program začínal o půlnoci modlitbou Tikun chacot, poté studovali kabalistická díla až do svítání, pak šli do mikve, modlili se ranní modlitbu, po které následovala snídaně. Denní program pokračoval podrobným studiem gemary, odpolední modlitbou a výukou halachy podle Šulchan aruchu.
V mladém věku se oženil se svou neteří, Prechou Amsalem. Z tohoto manželství se narodil syn Me'ir a dcery Sara a Machči. Po smrti své první ženy se znovu oženil s Mirjam Amsalem a ta mu porodila syna Barucha a dcery Abigajl, Pninu a Alizu. Když ovdověl podruhé, oženil se ve věku 65 let se svou třetí ženou, rabanit Simi, s níž žil po zbytek svého života.

## Exil
Během 1. sv. války, kdy Francie obsadila četné části severní Afriky, vypuklo v blízkosti Tafilaltu protifrancouzské povstání Mulaje Muhamada, které okupační armádu vytlačilo. O tři roky později se Francouzi vrátili a začali ostřelovat povstalecké opevnění, které se nacházelo v blízkosti židovských čtvrtí.
Jak konflikt eskaloval, vydal Mulaj Muhamed zákaz vstupu nebo opuštění Tafilaltu. Jeho boj proti Francouzům se nyní rozšířil i na Židy; několik z nich obvinil z kolaborace s Francouzi a nechal popravit. Krátce po Chanuce r. 1920 vydal příkaz k povraždění tafilaltských Židů.
Rabi David Abuchacira, Jisra'elův bratr a v té době rabín Tafilaltu, se snažil uklidnit své spoluobčany, když ho přišli zatknout vojáci Mulaje Muhameda. Byl přivázán k dělu a zastřelen. Tafilaltští Židé museli podplatit vůdce rebelů, aby dovolil pohřbít jeho tělo.
Po těchto událostech židovské obyvatelstvo Tafilaltu uprchlo do nedalekého Arfoudu a potom do Boudnibu. Tam požádali rabi Jisra'ele Abuchaciru, aby nastoupil místo rabína komunity po svém bratrovi, ale on odmítl. Chtěl odcestovat do Palestiny, aby nechal vytisknout bratrovy spisy. V roce 1922 odcestoval přes Alžírsko, Tunisko a Egypt, kde navštívil hrob svého dědečka, Avir Ja'akova, a dále lodí do Jaffy a do Jeruzaléma.
V Jeruzalémě setrval rok. Přebýval v domě rabi Josefa Jicchaka Šluše; který mu pomohl s vydáním díla jeho bratra. Poté se navrátil do Boudnibu, kde nastoupil na místo rabína a předsedy rabínského soudu tamní židovské komunity.

## Alija
Na počátku padesátých let emigroval do Izraele, ale po třech letech se vrátil zpět do Maroka, aby pomohl tamním obcím, nacházejícím se v obtížné duchovní situaci. V roce 1964 se vrátil do Izraele, kde žil zpočátku v Javne poblíž svého tchána a později v Aškelonu. V roce 1970 se usadil v Netivot, kde žil až do své smrti v roce 1984.
Mezi svými příznivci získal věhlas jako zázračný rabín. Mnoho příznivců k němu přicházelo pro požehnání nebo pro talisman (kamea, קמע‎). Baba Sali sám se nezabýval psaním talismanů, v jeho okolí však působili rabíni, kteří s jeho souhlasem talismany psali. Obzvláštní přízeň našel mezi Židy, kteří se přístěhovali z Maroka, podporu u něj nalezla také Agudat Jisra'el. Měl vřelé vztahy s chasidským hnutím.

## Potomci
Za svého následovníka považoval rabi Jisra'el Abuchacira svého syna Me'ira, ten však zemřel v r. 1983 v Ašdodu ve věku 66 let. Místo rabi Me'ira zaplnili jeho synové: rabi El'azar Abuchacira v Beer Ševě, rabi David Chaj Abuchacira v Neharji, rabi Rafa'el Abuchacira v Tverji a rabi Jekuti'el Abuchacira v  Ašdodu.
Rabi Baruch Abuchacira, syn Baba Saliho, přezdívaný „Baba Baruch“, převzal a dále vedl sídlo svého otce v Netivot.
Mladší zeť Baba Saliho je rabi Jašar Edre'i, který vede Bejt Chabad v Netivot.

## Smrt

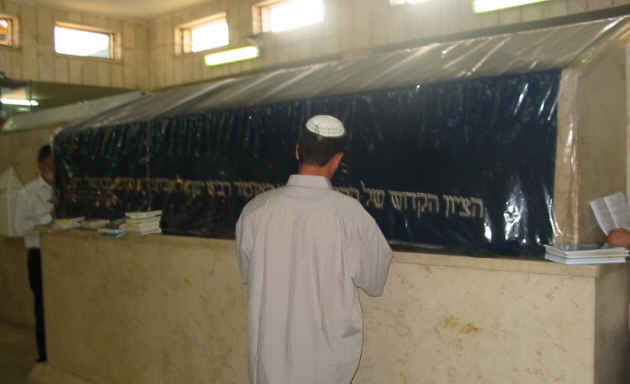
Interiér hrobky Baba Saliho, mužská sekce

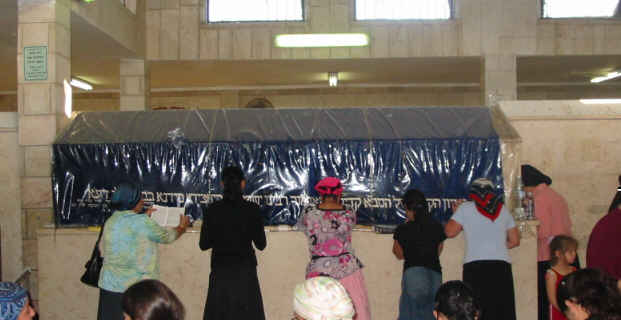
Interiér hrobky Baba Saliho, ženská sekce

Na sklonku života ho zdravotní obtíže donutily nechat si zrušit slib, že nebude jíst maso, který byl učinil v mládí. Zemřel 4. ševatu 5744 (8. ledna 1984) v Netivot. Jeho pohřbu se zúčastnilo odhadem 100 000 lidí. Místo jeho pohřbu v Netivot se stalo jedním z poutních míst v Izraeli. Na jeho járcajt přijíždějí k jeho hrobu tisíce návštěvníků.
V blízkosti jeho hrobu jsou dva další hroby. Jeho žena Mirjam Abuchacira je pohřbena v přilehlém křídle komplexu hrobky, stejně jako David Bouskila, stavitel tohoto komplexu.